# Eriodu
Eriodu é uma panchayat (vila) no distrito de Dindigul, no estado indiano de Tamil Nadu.

## Demografia
Segundo o censo de 2001,  Eriodu  tinha uma população de 7866 habitantes. Os indivíduos do sexo masculino constituem 51% da população e os do sexo feminino 49%. Eriodu tem uma taxa de literacia de 66%, superior à média nacional de 59.5%: a literacia no sexo masculino é de 76% e no sexo feminino é de 55%. Em Eriodu, 11% da população está abaixo dos 6 anos de idade.